# Antocha prefurcata
Antocha prefurcata är en tvåvingeart som beskrevs av Alexander 1950. Antocha prefurcata ingår i släktet Antocha och familjen småharkrankar. Inga underarter finns listade i Catalogue of Life.